# Denise Emery
Denise Emery, née le 29 juin 1939 à La Chaux-de-Fonds et morte le 9 mai 2012 à Corsier, est une artiste suisse.

## Biographie
Elle suit une formation en tapisserie et gravure à l'École des arts décoratifs de Genève jusqu'en 1962, où elle suit une formation de lissière dans l'atelier de tapisserie de Denise Binet à Trélex et commence à exposer (collectivement et individuellement) dès 1969. En 1971, elle est admise dans le Groupe des cartonniers-lissiers romands (GCLR). En 1980-81, puis en 1983-84, elle part au Québec comme étudiante en gravure et dessin. Elle est la tante de l'artiste Anne Emery.

## Principales expositions
- Musée Rath, Genève, exposition du GCLR, 1972
- Galerie Motivation V, Montréal, 1984
- Galerie Rosa Turetsky, Genève, 1984, 1988, 1994, 1998 et 2002
- Palais de l’Athénée, Genève, 1993
- Galerie Arcane, Neuchâtel, 1995 et 1999
- Espace Opéra HUG, Genève, 2001[2]
- 70ème Biennale d'art contemporain de la Société des Amis du Musée des beaux-arts de la Chaux-de-Fonds, 2012